# ハワード・K・スミス

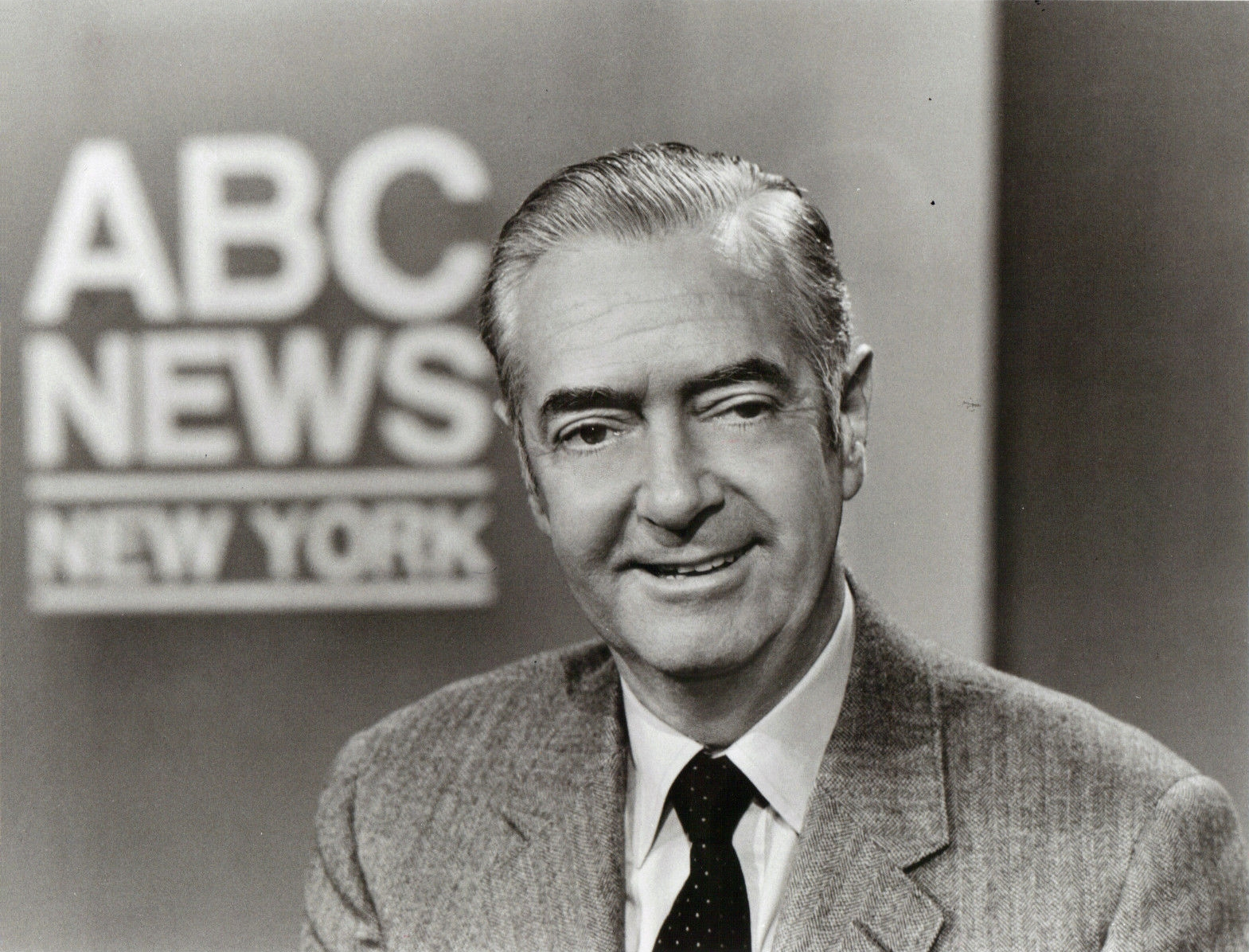
ハワード・K・スミス（1972年）

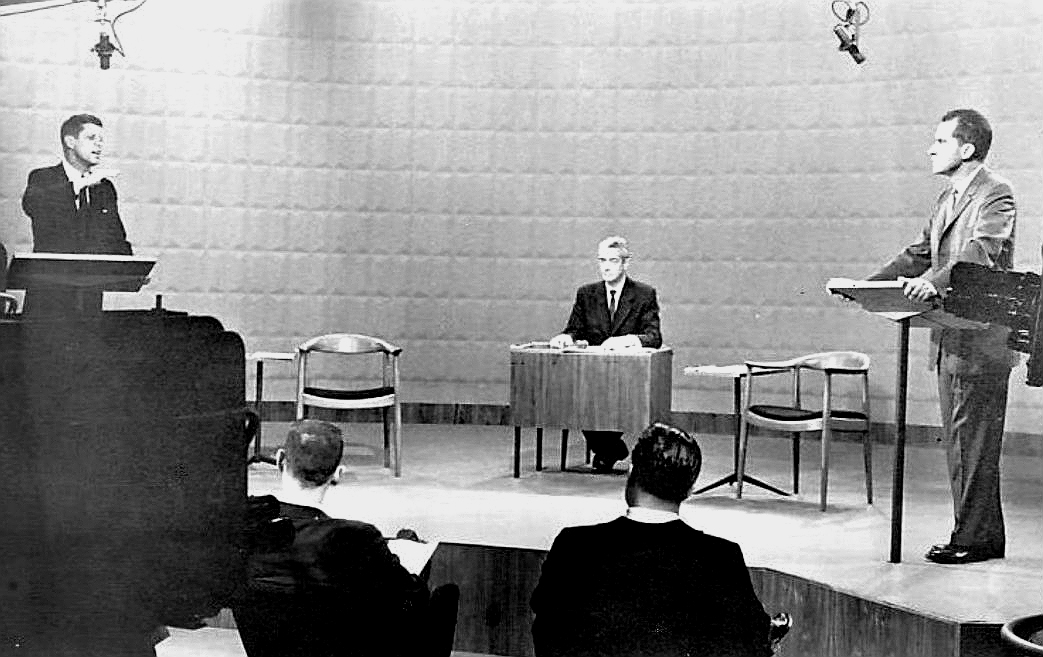
最初のテレビによるアメリカ合衆国大統領選挙討論会「ケネディー対ニクソン」（1960年）

ハワード・K・スミス（英語: Howard K. Smith、1914年5月12日 – 2002年2月15日）は、アメリカ合衆国のジャーナリストで、ラジオ記者、テレビのニュースキャスターとして活躍した。

## 概要
ハワード・K・スミスは1914年、ルイジアナ州（Ferriday, Louisiana）生まれ。ニューオーリンズのテュレーン大学でドイツ語とジャーナリズムを専攻し、1936年に両専攻の学士号を取得した。1939年、ローズ奨学制度でイギリスのマートン大学（Merton College）を卒業。
大学卒業後に地元の新聞社で働き、次にUPI通信社、ニューヨークタイムズのロンドン駐在員を務めた。ドイツ・ベルリンに行き、ベルヒテスガーデンでアドルフ・ヒットラーとその部下のハインリッヒ・ヒムラーなどのインタビューに成功した。この間、CBSのエドワード・R・マローに会い、スミスは「マロー・ボーイズ」（Murrow Boys）と呼ばれたCBSの記者たちの一人となった。
戦後、ヨーロッパを広く取材して、『ヨーロッパの現状』（The State of Europe）を出版したりした。1960年には、最初のテレビによるアメリカ合衆国大統領選挙討論会「ケネディー対ニクソン」で、司会を務めた。1961年、バーミンガムでの公民権運動の報道をめぐって、意見が対立して、CBSを辞任した。
スミスは1962 – 1979年、ABCへ移り、移動当初ABCはビッグスリーネットワーク（Big Three television networks）ではCBS、NBCとははるかに引き離された存在だった。1969年からは、フランク・レノルズ（Frank Reynolds）と次にハリー・リーズナー（Harry Reasoner）とで、ABCワールド・ニューズ・トゥナイトの共同ニュースキャスターを務めた。この間、ABCはウォーターゲイト事件で、三大ネットワークでは初めてリチャード・ニクソン大統領の辞任を要求したりした。
スミスは1975年にリーズナーが、その1年後にバーバラ・ウォルターズが単独でニュースキャスターに代わるまで続け、その後退職まで記者としてABCに留まった。

## 参照項目
- エドワード・R・マロー
- ABCワールド・ニューズ・トゥナイト